# InMobi
 (février 2024).
InMobi est une société technologique multinationale indienne, basée à Bangalore, en Inde,.
L'entreprise est devenue la première startup indienne licorne en 2011.
InMobi dispose de 22 bureaux dans 12 pays sur 5 continents et emploie environ 2 500 personnes. Les bureaux d'InMobi sont situés en Asie, en Amérique du Nord, en Europe et en Amérique du Sud.